# Hypogastrura conflictiva
Hypogastrura conflictiva är en urinsektsart som beskrevs av Rafael Jordana och Arbea 1992. Hypogastrura conflictiva ingår i släktet Hypogastrura och familjen Hypogastruridae. Inga underarter finns listade i Catalogue of Life.